# Spahići (Bośnia i Hercegowina)
Spahići – wieś w Bośni i Hercegowinie, w Federacji Bośni i Hercegowiny, w kantonie uńsko-sańskim, w mieście Bihać. W 2013 roku liczyła 450 mieszkańców, z czego większość stanowili Boszniacy.